# Michaels Stores
Michaels Stores, Inc. eller Michaels er en amerikansk hobbyforretningskæde med 1.252 butikker i 49 delstater i USA og i Canada. Virksomheden er et datterselskab til The Michaels Companies, der blev etableret i 2014 og har hovedkvarter i Irving, Texas. De har en årsomsætning på ca. 5 mia. $.
Forretningsmanden Michael J. Dupey etablerede den første Michaels-butik i Dallas, Texas i 1973.